# العلاقات البرازيلية السويسرية
العلاقات البرازيلية السويسرية هي العلاقات الثنائية التي تجمع بين البرازيل وسويسرا.

## مقارنة بين البلدين
هذه مقارنة عامة ومرجعية للدولتين:
| وجه المقارنة                                              | البرازيل | سويسرا                                                                                      |
| --------------------------------------------------------- | --- | ------------------------------------------------------------------------------------------- |
| المساحة (كم2)                                             | 8.52 مليون | 41.28 ألف                                                                                   |
| عدد السكان (نسمة)                                         | 202.66 مليون | 8.21 مليون                                                                                  |
| الكثافة السكانية (ن./كم²)                                 | 23.79 | 198.89                                                                                      |
| العاصمة                                                   | برازيليا، ريو دي جانيرو | برن                                                                                         |
| اللغة الرسمية                                             | برتغالية برازيلية، Brazilian Sign Language ‏ | اللغة الألمانية، اللغة الإيطالية، لغة فرنسية، اللغة الرومانشية، الألمانية السويسرية الموحدة |
| العملة                                                    | ريال برازيلي، كروزيرو ريال برازيلي ‏، كروزيرو البرازيلية (1990–1993)، البرازيلي كروزادو نوفو، كروزادو برازيلي، cruzeiro ‏، كروزيرو البرازيلية (1942–1967)، الريال البرازيلي (قديم) | فرنك سويسري                                                                                 |
| الناتج المحلي الإجمالي (بليون دولار)                      | 2.06 تريليون | 678.89 مليار                                                                                |
| الناتج المحلي الإجمالي (تعادل القوة الشرائية) بليون دولار | 3.22 تريليون | 518.07 مليار                                                                                |
| الناتج المحلي الإجمالي الاسمي للفرد دولار أمريكي          | 8.54 ألف | 80.94 ألف                                                                                   |
| الناتج المحلي الإجمالي للفرد دولار أمريكي                 | 15.89 ألف | 59.54 ألف                                                                                   |
| مؤشر التنمية البشرية                                      | 0.754 | 0.930                                                                                       |
| رمز المكالمات الدولي                                      | +55 | +41                                                                                         |
| رمز الإنترنت                                              | .br | .ch، .swiss ‏                                                                                |
| المنطقة الزمنية                                           | | توقيت وسط أوروبا، ت ع م+01:00، ت ع م+02:00، أوروبا/زيورخ ‏                                   |

## مدن متوأمة
في ما يلي قائمة باتفاقيات التوأمة بين مدن برازيلية وسويسرية:
- ترتبط نوفا فريبورغو مع فريبورغ باتفاقية توأمة.
- ترتبط ريو دي جانيرو مع جنيف باتفاقية توأمة منذ 1969.

## منظمات دولية مشتركة
يشترك البلدان في عضوية مجموعة من المنظمات الدولية، منها:
| علم المنظمة | اسم المنظمة                        | تاريخ انضمام البرازيل | تاريخ انضمام سويسرا |
| ----------- | ---------------------------------- | --------------------- | ------------------- |
|             | مؤسسة التمويل الدولية              | 31 ديسمبر 1956        | 29 مايو 1992        |
|             | يونسكو                             | 4 نوفمبر 1946         | 28 يناير 1949       |
|             | المرصد الأوروبي الجنوبي            | 2010                  | 1982                |
|             | مجموعة الموردين النوويين           | ?                     | ?                   |
|             | مؤسسة التنمية الدولية              | 15 مارس 1963          | 29 مايو 1992        |
|             | وكالة ضمان الاستثمار متعدد الأطراف | 7 يناير 1993          | 12 أبريل 1988       |
|             | منظمة حظر الأسلحة الكيميائية       | ?                     | ?                   |
|             | البنك الإفريقي للتنمية             | ?                     | ?                   |
|             | الاتحاد الدولي للاتصالات           | 4 يوليو 1877          | 1866                |
|             | الأمم المتحدة                      | 24 أكتوبر 1945        | 10 سبتمبر 2002      |
|             | منظمة الشرطة الجنائية الدولية      | ?                     | ?                   |
|             | البنك الدولي للإنشاء والتعمير      | 14 يناير 1946         | 29 مايو 1992        |
|             | الاتحاد البريدي العالمي            | ?                     | ?                   |
|             | منظمة التجارة العالمية             | ?                     | ?                   |
|             | الفريق المعني برصد الأرض           | ?                     | ?                   |
|             | نظام تحكم تكنولوجيا القذائف        | 1995                  | 1992                |

## أعلام
هذه قائمة لبعض الشخصيات التي تربطها علاقات بالبلدين:
- أدريانا ليما (عارضة برازيلية، 12 يونيو 1981 – )
- إدواردو ريبيرو دوس سانتوس (لاعب كرة قدم برازيلي، 5 أغسطس 1980[26] – )
- إميل جولدي (28 أغسطس 1859[27] – 5 يوليو 1917[27])
- باور (21 نوفمبر 1925 – 4 فبراير 2007)
- سابرينا ساتو (4 فبراير 1981[28] – )
- لويس جيفيرسون إيشير (لاعب كرة قدم برازيلي، 22 يونيو 1987[29] – )
- ليو لاكروا (لاعب كرة قدم سويسري، 27 فبراير 1992[30] – )
- مارلون تيكسيرا (عارض برازيلي، 16 سبتمبر 1991 – )
- نوفا فريبورغو

## وصلات خارجية
- موقع وزارة الخارجية البرازيلية
- موقع وزارة الخارجية السويسرية